# High Resolution Coronal Imager

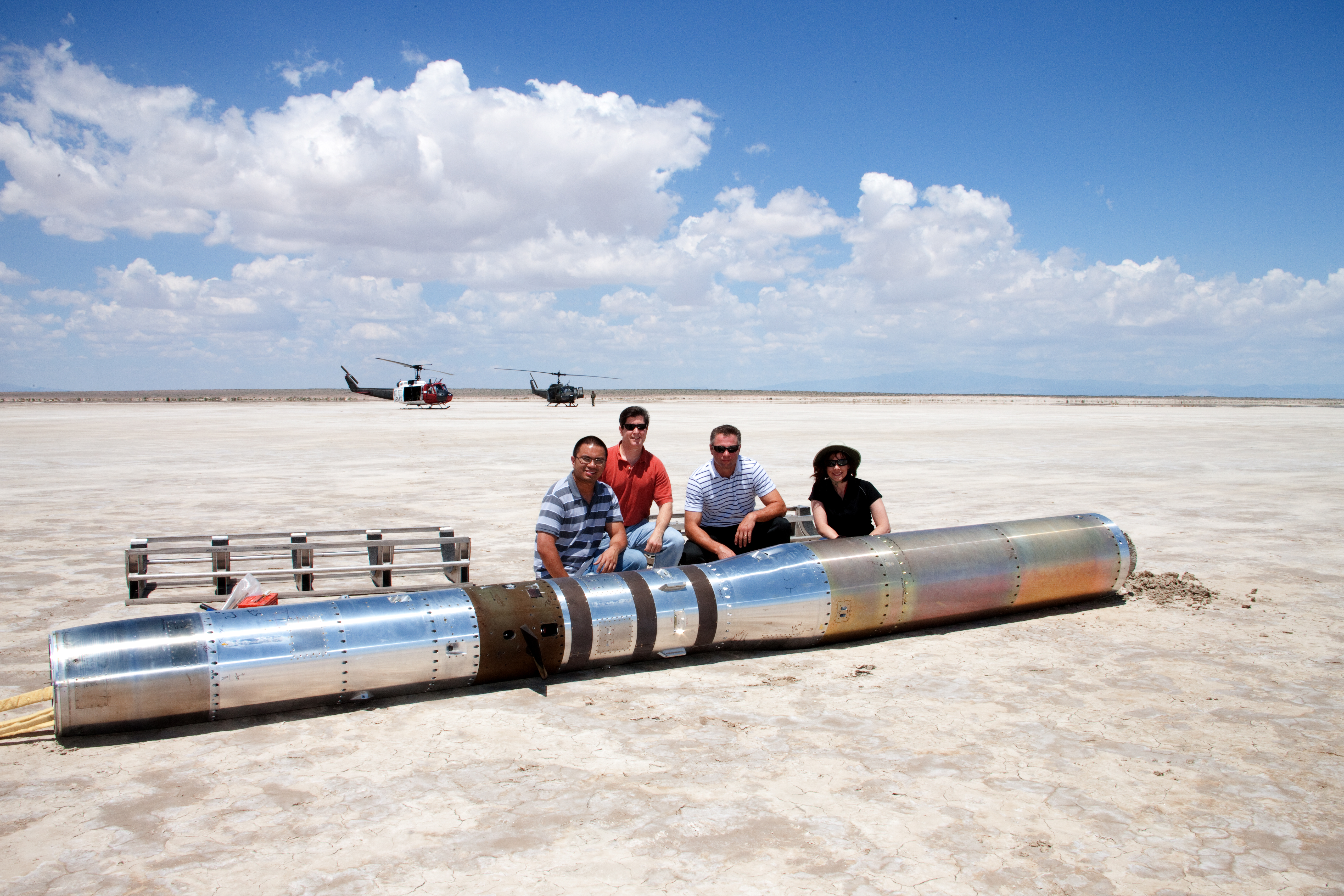
L'équipe de récupération pose pour une photo avec la charge utile avant le chargement de l'appareil dans une paire d'hélicoptères de l'US Army pour retourner à la base.

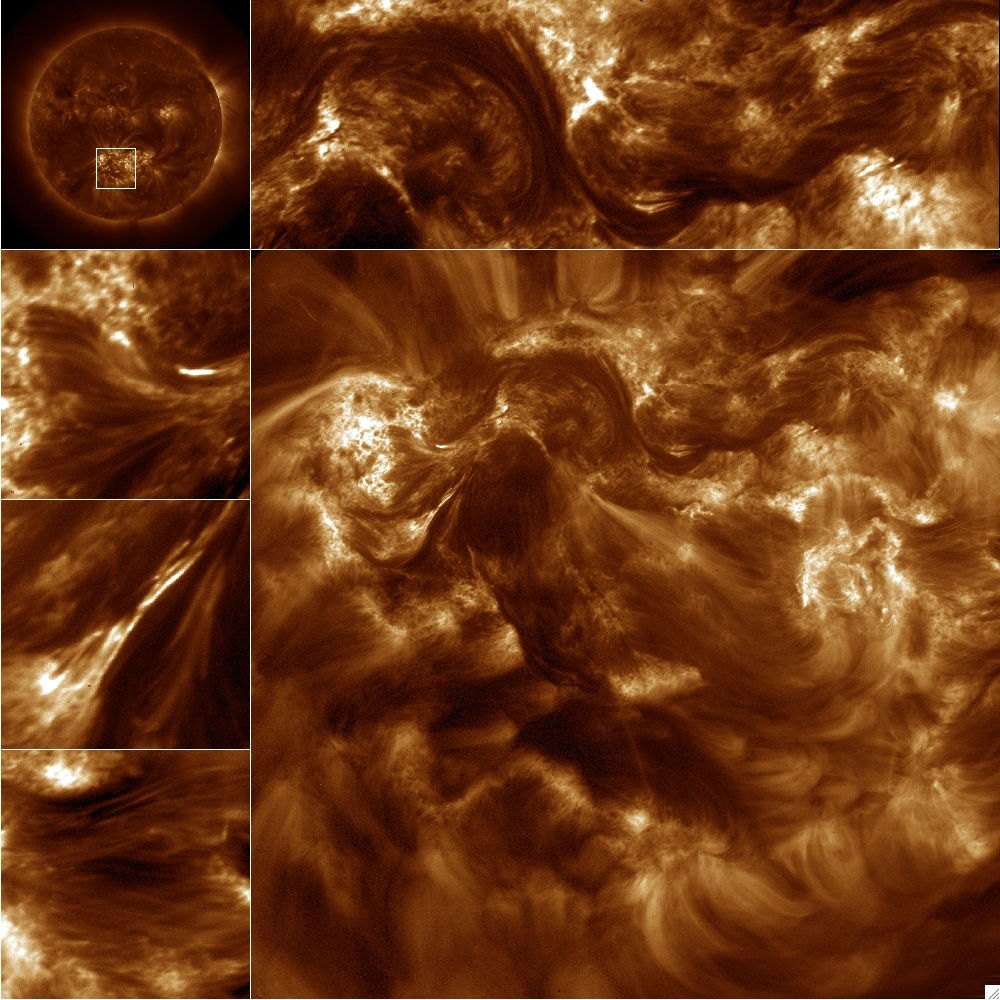
Photographies de la couronne solaire, montrant les tresses magnétiques.

Le télescope High Resolution Coronal Imager (Hi-C, Imageur coronal haute résolution) est un télescope spatial, effectuant ses observations dans l'ultraviolet extrême, conçu pour prendre des images à haute résolution de la couronne solaire. Il est lancé le 11 juillet 2012 par une fusée-sonde Black Brant depuis White Sands Missile Range, au Nouveau-Mexique. D'une durée de vie initialement prévue de 620 secondes, il fonctionne 381 secondes. Le télescope effectue un vol suborbital, effectue ses observations puis est récupéré sur Terre, à White Sands Missile Range, après une rentrée freinée grâce à un parachute.
Le télescope a pu prendre des images en extrême ultraviolet avec une résolution cinq fois supérieure à celle obtenue par le télescope orbital Solar Dynamics Observatory, soit les meilleures jamais réalisées.

## Caractéristiques
Le télescope pèse 210 kg pour 3 m de long. Les miroirs mesurent environ 24 cm de diamètre. Ses optiques ont été conçues au Centre de vol spatial Marshall à Huntsville, en Alabama, avec l'aide du Smithsonian Astrophysical Observatory et des L-3Com/Tinsley Laboratories de Richmond, en Californie. Le Dr Jonathan Cirtain, du Centre de vol spatial Marshall a déclaré : « Ces miroirs devaient être les plus belles pièces de verre jamais fabriquées pour l'astrophysique solaire ».

## Mission
Le vol a duré 10 minutes, culminant à 283 km et le télescope a pris 165 images d'une grande région active. L'expérience a observé pour la première fois le phénomène de transfert d'énergie du champ magnétique du Soleil dans l'atmosphère solaire (connu sous le nom de tresses magnétiques),. Le coût total de la mission était de 5 millions de dollars.